# Walter Coyette
Walter Gastón Coyette (Avellaneda, 28 de enero de 1976) es un exfutbolista y actual entrenador argentino.
Como jugador era volante y el club donde más jugó fue Lanús, en tres etapas durante su carrera (1994 a 1997; 1999 a 2000; y 2001 a 2002), con un total de 120 partidos. También tuvo breves pasos por Huracán, Atlas de México y Argentinos Juniors, hasta su retiro en 2009 con la camiseta de Chacarita Juniors. Fue jugador de la selección sub-20, que fue campeona de la Copa Mundial de 1995, jugando todos los partidos  y convirtiendo dos goles.
Tras el retiro, comenzó como ayudante de campo de Diego Cocca en 2010. Primero en Gimnasia y Esgrima La Plata, y luego en Santos Laguna de México y Huracán. Durante unos años fue ayudante de campo de Miguel Ángel Lemme en las selecciones sub-17 y sub-15 de Argentina. En esta última fue donde comenzó con su carrera como entrenador principal, donde llegó a obtener el tercer puesto del Sudamericano 2015. Al año siguiente llegó a Chacarita Juniors, el primer plantel profesional que estuvo a su cargo. Allí consiguió el ascenso a Primera División en 2017. Luego, tuvo pasos por San Martín de Tucumán, San Martín de San Juan, Unión La Calera, de Chile y, por último, Alvarado y Deportivo Morón. En junio de 2022, firmó contrato con Quilmes.

## Carrera

### Como futbolista

#### Lanús
Coyette debutó en Lanús en 1994. Convirtió su primer gol profesional el 3 de diciembre de 1995, en la victoria 3-2 sobre Deportivo Español. Al año siguiente, ya consolidado como titular, fue campeón de la Copa Conmebol 1996, donde jugó los siete partidos del torneo y convirtió 2 goles (ambos a Guaraní de Paraguay).

##### Selección sub-20
En 1995 sería convocado por José Pekerman para integrar el seleccionado sub-20 que debía disputar el Mundial de la categoría, celebrado en Catar. Debutó en el partido inaugural, ante Países Bajos, que sería derrotado por Argentina por 1 a 0. Convirtió su primer gol en la victoria sobre Camerún por 2-0. En las semifinales, también convirtió un gol, y sería ante España. Finalmente, la selección sub-20 saldría campeona del Mundial por segunda vez en su historia, siendo Coyette titular en todos los partidos y contribuyendo en dos ocasiones con goles.

#### Leganés
Su buen pasaje en Lanús y su buen recuerdo en la selección juvenil argentina lograron que el Leganés, equipo de la Segunda División de España, contacte con él y firme un préstamo por seis meses con opción de compra. Debutó el 1 de febrero de 1998, ingresando a falta de 15 minutos para el final por Samuel Eto'o, en lo que sería derrota 1-2 contra Ourense. No tuvo un fructífero paso por el fútbol europeo, ya que tuvo lesiones que limitaron su progreso en el club de Madrid.

#### Platense
Regresó al país para jugar en Platense. Convirtió su primer gol el 26 de octubre de 1998 en el empate 1-1 contra Belgrano. Jugó un total de 22 partidos y convirtió 4 goles. En la fecha 18, se decretó el descenso del Calamar a la Primera B Nacional tras caer como local 0-3 ante River Plate.

#### Vuelta a Lanús
Volvió a jugar en Lanús, donde vio a su equipo terminar décimo primero en el Torneo Apertura 1999 y en el Torneo Clausura 2000. Durante esta etapa, le convirtió un gol a Ferro Carril Oeste, en un encuentro que terminó con goleada 7 a 0 del equipo de zona sur en Buenos Aires.

#### Atlas
Tendría su segunda experiencia en el exterior al transformarse en refuerzo de Atlas de México. Durante su etapa en el club norteamericano, Coyette jugó 34 partidos y convirtió 3 goles, anotó dos goles en un encuentro y ambas ocasiones se quitó la camisa fue amonestado dos veces y expulsado.

#### Tercer paso por Lanús
Nuevamente, Coyette regresó a Lanús. Ya en su última etapa en el club, convirtió 1 gol (a Gimnasia y Esgrima La Plata). Contabilizando todas sus etapas, Coyette jugó 121 partidos y convirtió 9 goles en Lanús.

#### Argentinos Juniors
En 2002, Coyette se convirtió en jugador de Argentinos Juniors, equipo que militaba en la Primera B Nacional. Convirtió su primer gol el 17 de agosto en la victoria sobre Defensores de Belgrano. En el Bicho jugó 31 partidos y convirtió 4 goles.

#### Unión de Santa Fe
Al año siguiente, el bonaerense firmaría contrato con Unión de Santa Fe, también competidor de la segunda categoría del fútbol argentino. En el Tatengue apenas disputó ocho encuentros.

#### Deportivo Quito
Viajó a Ecuador para jugar en Deportivo Quito. Allí convirtió 2 goles en 14 partidos, y el equipo terminó sexto durante sus 6 meses de estadía.

#### Juventud Antoniana
Juventud Antoniana, equipo de Salta, sería su nuevo equipo. Convirtió su primer gol el 10 de septiembre de 2004 por la fecha 5 del Torneo Apertura de Primera B Nacional, frente a Atlético de Rafaela. En total, jugó 29 partidos y convirtió 6 goles.

#### Huracán
Se mantuvo en la Primera B Nacional con la contratación de Huracán por Coyette. Debutó el 29 de agosto de 2005 en la goleada 3 a 0 sobre Aldosivi y convertiría su primer gol en el siguiente partido, en el triunfo frente a El Porvenir. En total, jugó 32 partidos y convirtió 11 goles.

#### Quilmes
Su buen nivel en Huracán logró que Quilmes, equipo de la Primera División, se haciera con sus servicios en 2006. Debutó el 6 de agosto en la derrota 0-1 ante Estudiantes de La Plata, ingresando en el entretiempo por Jorge Medina. Su poca participación (jugó 11 partidos, de los cuales en 4 fue titular) hicieron que tome la decisión de retornar a Huracán.

#### Vuelta a Huracán
Su vuelta a Huracán fue inmejorable. En el Torneo Clausura de la Primera B Nacional, el equipo finalizó tercero. Así, le dio la posibilidad de jugar, primero con San Martín de San Juan, con el cual perdió 3-2 en el global. Luego, disputó la promoción con Godoy Cruz, que terminó ganando por un global de 5 a 2 y ascendió a Primera División.

#### Chacarita Juniors
Finalmente, Coyette se retiró en Chacarita Juniors. Su último partido lo jugó el 13 de junio de 2009, en el empate 1 a 1 contra San Martín de San Juan. Jugó 27 partidos y convirtió dos goles.

### Carrera como entrenador
Tras el retiro, Coyette conformó el cuerpo técnico de Diego Cocca, siendo su ayudante de campo, durante la llegada del director técnico a Gimnasia y Esgrima La Plata, Santos Laguna y Huracán.
Luego, también fue ayudante de campo de Miguel Ángel Lemme en la selección sub-15 de Argentina entre 2013 y 2014.

#### Selección sub-15 de Argentina
Luego de la destitución de Miguel Ángel Lemme en el seleccionado juvenil, Walter Coyette se hizo cargo del puesto. Comenzó con una victoria en un amistoso ante Perú por 3 a 0, en vísperas del Sudamericano 2015 en Colombia.
El torneo para la selección comenzó con una goleada sobre el local, Colombia, por 3-0 (goles de Benjamín Garré, Román Vildoso y Facundo Colidio). Terminó la fase de grupos como primero del grupo A, con el 100% de los puntos, 11 goles a favor y uno en contra. Terminó tercero en el Sudamericano, tras perder 2-1 con Uruguay en semifinales y vencer a Ecuador por 1 a 0 en el partido por el tercer puesto.

#### Chacarita Juniors
Debutaría en un equipo profesional en 2016, cuando fue contratado por Chacarita Juniors tras el despido de Fernando Gamboa. Debutó en la fecha 5 del torneo de transición 2016, cuando el Funebrero venció 1-0 a Juventud Unida de Gualeguaychú. Terminó el campeonato en segunda posición con 43 puntos, a seis unidades del campeón invicto, Talleres de Córdoba. Desde la llegada de Walter Coyette, Chacarita Juniors logró 12 victorias, 4 empates y apenas una derrota, con 28 goles a favor y 7 en contra.
Ya en el siguiente campeonato, Chacarita debutó con un empate ante Instituto en condición de local, y llegaría a su primer triunfo en la fecha 3, cuando consiguió vencer a San Martín en San Miguel de Tucumán por 2 a 0. Luego de una primera rueda un tanto irregular (con 7 derrotas en 22 partidos), el conjunto de zona norte conseguiría revertir esta situación en la segunda rueda: el equipo fue escalando posiciones hasta llegar a la última fecha como segundo, dos puntos por encima de su perseguidor, Guillermo Brown. A pesar de empatar en la última jornada con Argentinos Juniors, le sirvió para mantenerse en segundo lugar y obtuvo el ascenso a la Primera División, tras su descenso en 2010.
El debut en Primera División llegó el 8 de octubre de 2017, cuando fue derrotado por 1-0 a manos de Argentinos Juniors. Tras once encuentros dirigidos, Coyette renunció a su cargo al conseguir apenas 6 puntos de 33 posibles.

#### San Martín de San Juan
Al final de la temporada 2017-18, Coyette firmó contrato con San Martín de San Juan. Comenzó con un empate a 1 entre el Santo sanjuanino y Unión de Santa Fe, y logró su primera victoria dos semanas más tarde, cuando venció 0-2 a Olimpo y decretó su descenso a la Primera B Nacional. El equipo terminaría con 2 victorias, 3 empates y 3 derrotas al cargo de Walter Coyette.
En la siguiente temporada, Coyette apenas dirigió los primeros 6 encuentros y, luego de malos resultados, fue destituido de su cargo.

#### San Martín de Tucumán
San Martín de Tucumán fue el siguiente destino del entrenador, con un condimento particular: reemplazó a Rubén Forestello, quien asumió como director técnico en San Martín de San Juan, último equipo de Coyette. Un empate en condición de local contra Banfield sería su debut. Lograría vencer a Racing Club por 2 a 1, siendo ésta la primera del ciclo Coyette. Finalmente, renunciaría a su cargo tras 12 encuentros, con 3 victorias, 5 empates y 4 derrotas.

#### Unión La Calera
En septiembre de 2019, Coyette fue anunciado como nuevo entrenador de Unión La Calera, siendo su primer paso internacional en el banco de suplentes. Debutó con una derrota por 3 a 1 ante O'Higgins. Ganó en la siguiente fecha, venciendo por 1-2 a Huachipato. Tras apenas dos meses en el cargo, el entrenador renunció por motivos personales. Solo dirigió cinco encuentros, de los cuales ganó 2, empató uno y perdió los dos restantes.

#### Alvarado
A mediados de 2020, Alvarado, equipo recién ascendido a la Primera Nacional, contrató a Coyette como nuevo entrenador del plantel profesional. Debutó con un empate 0-0 contra Guillermo Brown, y finalizó el torneo transición en la mitad de la tabla, a 5 puntos de la clasificación a la siguiente fase.
En el siguiente torneo, con la llegada de refuerzos como Ezequiel Vidal o Matías Rodríguez, comenzó el torneo con un empate en San Miguel de Tucumán ante San Martín. Consiguió su primer triunfo en la fecha 6, cuando venció como local a Temperley por 1 a 0. Desde su primer triunfo hasta el final de la primera rueda, cuando fue derrotado por Almirante Brown, el Torito mantuvo un gran pasaje con 6 victorias, 3 empates y solo 2 derrotas. Fue uno de los protagonistas al final del torneo, ya que jugó ante Almirante Brown, uno de los equipos con posibilidades de clasificar a la final por el campeonato. Sería derrota del equipo marplatense por 3-2 y no logró clasificar a la Copa Argentina.
Para la temporada 2022, Alvarado se reforzó con Gonzalo Lamardo, Nazareno Solís y Jorge Ramos, entre otros. El campeonato comenzaría con un arranque irregular, donde el equipo empató los primeros cuatro partidos, venció a San Martín de Tucumán y fue derrotado, de manera consecutiva, por Defensores de Belgrano y Brown de Adrogué. El ciclo Coyette culminó tras la goleada propinada por Chacarita Juniors, que ganó por 5 a 0.

#### Deportivo Morón
Luego de un mes sin trabajo, Walter Coyette se transformó en el entrenador de Deportivo Morón tras la renuncia de Alejandro Orfila. Debutó con una victoria como local sobre San Telmo por 3 a 1. Sin embargo, tras cuatro partidos sin ganar (2 empates y 2 derrotas), sumado a la decisión de no tener en cuenta a Damián Akerman, ídolo de la institución, lograron que el entrenador renuncie en su cargo.

#### Quilmes
Al igual que su asunción en Deportivo Morón, solo un mes debió esperar el técnico para ser nuevamente contratado. Esta vez fue Quilmes el club que lo contactó. Comenzó su ciclo con una victoria 2-0 ante Chaco For Ever.

## Estadísticas

### Como jugador
| Club                | País                | Año                           | PJ  | Goles | Prom. |
| ------------------- | ------------------- | ----------------------------- | --- | ----- | ----- |
| Lanús               | Argentina           | 1994-1997 1999-2000 2001-2002 | 121 | 9     | 0.07  |
| Leganés             | España              | 1998                          | 1   | 0     | 0     |
| Platense            | Argentina           | 1998-1999                     | 22  | 4     | 0.18  |
| Atlas               | México              | 2000-2001                     | 34  | 3     | 0.09  |
| Argentinos Juniors  | Argentina           | 2002-2003                     | 30  | 4     | 0.13  |
| Unión (SF)          | Argentina           | 2003                          | 8   | 0     | 0     |
| Deportivo Quito     | Ecuador             | 2004                          | 14  | 2     | 0.14  |
| Juventud Antoniana  | Argentina           | 2004-2005                     | 29  | 6     | 0.21  |
| Huracán             | Argentina           | 2005-2006                     | 32  | 11    | 0.34  |
| Quilmes             | Argentina           | 2006                          | 11  | 0     | 0     |
| Huracán             | Argentina           | 2007-2008                     | 39  | 3     | 0.08  |
| Chacarita Juniors   | Argentina           | 2008-2009                     | 26  | 2     | 0.08  |
| Total en su carrera | Total en su carrera | Total en su carrera           | 367 | 44    | 0.12  |

### Selección
| Selección | Año   | Mundial Sub-20 | Mundial Sub-20 | Total | Total | Media goleadora |
| Selección | Año   | PJ             | G              | PJ    | G     | Media goleadora |
| --------- | ----- | -------------- | -------------- | ----- | ----- | --------------- |
| Sub-20    | 1995  | 6              | 2              | 6     | 2     | 0.33            |
| Sub-20    | Total | 6              | 2              | 6     | 2     | 0.33            |

### Como asistente técnico
| Club                          | País      | Año       |
| ----------------------------- | --------- | --------- |
| Gimnasia y Esgrima (LP)       | Argentina | 2010      |
| Santos Laguna                 | México    | 2011      |
| Huracán                       | Argentina | 2011-2012 |
| Selección sub-15 de Argentina | Argentina | 2013-2014 |

### Como entrenador

#### Clubes
| Club                        | Temporada           | Liga | Liga | Liga | Liga | Copa nacional | Copa nacional | Copa nacional | Copa nacional | Copa continental | Copa continental | Copa continental | Copa continental | Otras copas | Otras copas | Otras copas | Otras copas | Total | Total | Total | Total | Total | Total | Total | % Efectividad |
| Club                        | Temporada           | PJ   | G    | E    | P    | PJ            | G             | E             | P             | PJ               | G                | E                | P                | PJ          | G           | E           | P           | PJ    | G     | E     | P     | GF    | GC    | DG    | % Efectividad |
| --------------------------- | ------------------- | ---- | ---- | ---- | ---- | ------------- | ------------- | ------------- | ------------- | ---------------- | ---------------- | ---------------- | ---------------- | ----------- | ----------- | ----------- | ----------- | ----- | ----- | ----- | ----- | ----- | ----- | ----- | ------------- |
| Chacarita Juniors Argentina | 2016                | 17   | 12   | 4    | 1    | -             | -             | -             | -             | -                | -                | -                | -                | -           | -           | -           | -           | 17    | 12    | 4     | 1     | 28    | 7     | +21   | 78.43%        |
| Chacarita Juniors Argentina | 2016-17             | 44   | 22   | 11   | 11   | -             | -             | -             | -             | -                | -                | -                | -                | -           | -           | -           | -           | 44    | 22    | 11    | 11    | 57    | 40    | +17   | 58.33%        |
| Chacarita Juniors Argentina | 2017-18             | 11   | 1    | 3    | 7    | 1             | 0             | 0             | 1             | -                | -                | -                | -                | -           | -           | -           | -           | 12    | 1     | 3     | 8     | 6     | 14    | -8    | 16.67%        |
| Chacarita Juniors Argentina | Total               | 72   | 35   | 18   | 19   | 1             | 0             | 0             | 1             | -                | -                | -                | -                | -           | -           | -           | -           | 73    | 35    | 18    | 20    | 91    | 61    | +30   | 56.16%        |
| San Martín (SJ) Argentina   | 2017-18             | 7    | 2    | 2    | 3    | -             | -             | -             | -             | -                | -                | -                | -                | -           | -           | -           | -           | 7     | 2     | 2     | 3     | 8     | 8     | 0     | 38.1%         |
| San Martín (SJ) Argentina   | 2018-19             | 6    | 1    | 2    | 3    | 1             | 0             | 1             | 0             | -                | -                | -                | -                | -           | -           | -           | -           | 7     | 1     | 3     | 3     | 6     | 11    | -5    | 28.57%        |
| San Martín (SJ) Argentina   | Total               | 13   | 3    | 4    | 6    | 1             | 0             | 1             | 0             | -                | -                | -                | -                | -           | -           | -           | -           | 14    | 3     | 5     | 6     | 14    | 19    | -5    | 33.33%        |
| San Martín (T) Argentina    | 2018-19             | 13   | 3    | 6    | 4    | -             | -             | -             | -             | -                | -                | -                | -                | -           | -           | -           | -           | 13    | 3     | 6     | 4     | 16    | 19    | -3    | 38.46%        |
| San Martín (T) Argentina    | Total               | 13   | 3    | 6    | 4    | -             | -             | -             | -             | -                | -                | -                | -                | -           | -           | -           | -           | 13    | 3     | 6     | 4     | 16    | 19    | -3    | 38.46%        |
| Unión La Calera · Chile     | 2019                | 4    | 2    | 1    | 1    | 1             | 0             | 0             | 1             | -                | -                | -                | -                | -           | -           | -           | -           | 5     | 2     | 1     | 2     | 4     | 6     | -2    | 46.67%        |
| Unión La Calera · Chile     | Total               | 4    | 2    | 1    | 1    | 1             | 0             | 0             | 1             | -                | -                | -                | -                | -           | -           | -           | -           | 5     | 2     | 1     | 2     | 4     | 6     | -2    | 46.67%        |
| Alvarado Argentina          | 2020                | 7    | 2    | 3    | 2    | -             | -             | -             | -             | -                | -                | -                | -                | -           | -           | -           | -           | 7     | 2     | 3     | 2     | 12    | 8     | +4    | 42.86%        |
| Alvarado Argentina          | 2021                | 32   | 12   | 6    | 14   | 1             | 0             | 1             | 0             | -                | -                | -                | -                | -           | -           | -           | -           | 33    | 12    | 7     | 14    | 33    | 31    | +2    | 43.43%        |
| Alvarado Argentina          | 2022                | 8    | 1    | 4    | 3    | -             | -             | -             | -             | -                | -                | -                | -                | -           | -           | -           | -           | 8     | 1     | 4     | 3     | 9     | 14    | -5    | 29.17%        |
| Alvarado Argentina          | Total               | 47   | 15   | 13   | 19   | 1             | 0             | 1             | 0             | -                | -                | -                | -                | -           | -           | -           | -           | 48    | 15    | 14    | 19    | 54    | 53    | +1    | 40.97%        |
| Deportivo Morón Argentina   | 2022                | 4    | 1    | 2    | 1    | 1             | 0             | 0             | 1             | -                | -                | -                | -                | -           | -           | -           | -           | 5     | 1     | 2     | 2     | 3     | 4     | -1    | 33.33%        |
| Deportivo Morón Argentina   | Total               | 4    | 1    | 2    | 1    | 1             | 0             | 0             | 1             | -                | -                | -                | -                | -           | -           | -           | -           | 5     | 1     | 2     | 2     | 3     | 4     | -1    | 33.33%        |
| Quilmes Argentina           | 2022                | 19   | 6    | 6    | 7    | 3             | 0             | 2             | 1             | -                | -                | -                | -                | -           | -           | -           | -           | 22    | 6     | 8     | 8     | 24    | 30    | -6    | 43.94%        |
| Quilmes Argentina           | Total               | 19   | 6    | 6    | 7    | 3             | 0             | 2             | 1             | -                | -                | -                | -                | -           | -           | -           | -           | 22    | 6     | 8     | 8     | 24    | 30    | -6    | 43.94%        |
| Aldosivi Argentina          | 2023                | 7    | 2    | 2    | 3    | -             | -             | -             | -             | -                | -                | -                | -                | -           | -           | -           | -           | 7     | 2     | 2     | 3     | 6     | 7     | -1    | 38.1%         |
| Aldosivi Argentina          | Total               | 7    | 2    | 2    | 3    | -             | -             | -             | -             | -                | -                | -                | -                | -           | -           | -           | -           | 7     | 2     | 2     | 3     | 6     | 7     | -1    | 38.1%         |
| Huracán Argentina           | 2024                | 0    | 0    | 0    | 0    | 3             | 1             | 1             | 1             | -                | -                | -                | -                | -           | -           | -           | -           | 3     | 1     | 1     | 1     | 2     | 2     | 0     | 44.44%        |
| Huracán Argentina           | Total               | 0    | 0    | 0    | 0    | 3             | 1             | 1             | 1             | -                | -                | -                | -                | -           | -           | -           | -           | 3     | 1     | 1     | 1     | 2     | 2     | 0     | 44.44%        |
| Total en su carrera         | Total en su carrera | 179  | 67   | 52   | 60   | 11            | 1             | 5             | 5             | -                | -                | -                | -                | -           | -           | -           | -           | 190   | 68    | 57    | 65    | 214   | 201   | +13   | 46.32%        |

Actualizado el 4 de marzo de 2024.

#### Selección
| Selección           | Año                 | Sudamericano | Sudamericano | Sudamericano | Sudamericano | Amistoso | Amistoso | Amistoso | Amistoso | Total | Total | Total | Total | Total | Total | Total | % Efectividad |
| Selección           | Año                 | PJ           | G            | E            | P            | PJ       | G        | E        | P        | PJ    | G     | E     | P     | GF    | GC    | DG    | % Efectividad |
| ------------------- | ------------------- | ------------ | ------------ | ------------ | ------------ | -------- | -------- | -------- | -------- | ----- | ----- | ----- | ----- | ----- | ----- | ----- | ------------- |
| Sub-15 Argentina    | 2015                | 6            | 5            | 0            | 1            | 1        | 1        | 0        | 0        | 7     | 6     | 0     | 1     | 16    | 3     | +13   | 85.71%        |
| Sub-15 Argentina    | Total               | 6            | 5            | 0            | 1            | 1        | 1        | 0        | 0        | 7     | 6     | 0     | 1     | 16    | 3     | +13   | 85.71%        |
| Total en su carrera | Total en su carrera | 6            | 5            | 0            | 1            | 1        | 1        | 0        | 0        | 7     | 6     | 0     | 1     | 16    | 3     | +13   | 85.71%        |

Actualizado el 6 de diciembre de 2015.

## Palmarés

### Como jugador

#### Torneos internacionales
| Título              | Equipo              | Sede   | Año  |
| ------------------- | ------------------- | ------ | ---- |
| Copa Mundial Sub-20 | Selección Argentina | Catar  | 1995 |
| Copa Conmebol       | Club Atlético Lanús | Bogotá | 1996 |

#### Otros logros
| Logró                         | Equipo                | País      | Año     |
| ----------------------------- | --------------------- | --------- | ------- |
| Ascenso a la Primera División | Club Atlético Huracán | Argentina | 2006-07 |

### Como entrenador

#### Otros logros
| Logró                         | Equipo            | País      | Año     |
| ----------------------------- | ----------------- | --------- | ------- |
| Ascenso a la Primera División | Chacarita Juniors | Argentina | 2016-17 |